# Sablatnig C.I
Il Sablatnig C.I fu un aereo da ricognizione monomotore biplano sviluppato dall'azienda tedesco imperiale Sablatnig Flugzeugbau GmbH negli anni dieci del XX secolo e rimasto allo stadio di prototipo.

## Storia del progetto
Durante le prime fasi della prima guerra mondiale, il rapido sviluppo dell'industria aeronautica consentì il costante adeguamento della flotta aerea delle varie nazioni impegnate nel conflitto. L'Idflieg, organo deputato alla gestione dell'aeronautica militare dell'Impero tedesco, emise a tal proposito una serie di specifiche atte ad ottenere velivoli dalle prestazioni sempre migliori, adeguate alle nuove esigenze belliche, da destinare ai reparti della Luftstreitkräfte.
A tale scopo l'ufficio tecnico della Sablatnig Flugzeugbau decise di avviare lo sviluppo di un modello adatto allo scopo disegnano un velivolo dall'impostazione, per il periodo, convenzionale, e rispondente alle specifiche Idflieg per i C-Typ, ovvero fusoliera biposto, con postazione armate per l'osservatore/mitragliere, e velatura biplana.
Vennero realizzati due prototipi, codici di produzione 7700/17 e 7702/17, che differivano tra loro in una serie di piccoli particolari, entrambi portati in volo per la prima volta nel corso del 1917; presentati alla commissione esaminatrice dell'Idflieg i velivoli non riuscirono ad impressionare positivamente il personale militare e di conseguenza non venne presentata alcuna richiesta di fornitura. Benché scartato, il progetto venne riutilizzato per sviluppare il modello Sablatnig C.II, dotato di una motorizzazione più potente rimasto anch'esso allo stadio di prototipo, ed il più fortunato Sablatnig N.I, bombardiere leggero notturno che tuttavia vide la produzione compromessa dal termine del conflitto.

## Utilizzatori
Germania
- Luftstreitkräfte

solamente in prove di valutazione.